# Abe no Joritoki
Abe no Joritoki (安倍頼時; Hepburn: Abe no Yoritoki; ?–1057) Heian-kori japán mágnás volt Mucu tartományban. Családja a helyi alávetett bennszülötteket, az ezókat uralta, és Joritoki idejében már akkora hatalommal bírt, hogy megtagadta az adófizetést az udvarnak, sőt egyre több földterületet hódított el. 1051-ben a császári kormányzat Joritoki ellen küldte Minamoto no Jorijosit és fiát, Minamoto no Josiiét. Az úgynevezett „első kilencéves háború” (1051–62) során, a Torinomi palánkvár csatájában (1057) Joritoki elesett.
Nagyobbik fia, Abe no Szadató (1019–1062) a kinomi csatában (1057) legyőzte ugyan Minamoto no Jorijosit, de öt évvel később ő is halálát lelte a Jorijosi ellen vívott Kurijagava palánkvár csatájában.
Kisebbik fia, Abe no Munetó megnyerte a Torinomi palánkvár csatáját, de bátyja halála után megadta magát. Előbb Ijo, majd Csikuzen tartományba száműzték.